# Victor Bruland
Victor Fridolin Bruland ( 19 de diciembre de 1817,  Saint-Louis, Alto Rin, Francia – 25 de enero de 1895, San Miguel de Tucumán, Argentina fue un médico que desarrolló gran parte de  su actividad profesional en este último país. Se casó con María Gasteregui, francesa de profesión partera, que falleció el 12 de mayo de 1881 y en segundas nupcias el 9 de agosto de 1881 con la hija del coronel Lorenzo Lugones, Josefina Lugones, que falleció el 28 de abril de 1892.

## Su vida en Francia
Sus padres fueron Marie-Victoire Badet o Baldet  y el controlador de correos Louis Bruland. Obtuvo su doctorado en Medicina en Montpellier o en Toulouse y en 1838 fue designado profesor de Medicina en esta última ciudad, juisdicción de la Facultad de Montpellier. En julio del año siguiente Armand Trousseau en su revista  Journal des connaissances medico-chirurgicales mencionó una difícil y brillante operación realizada por Bruland y le auguró un provechoso porvenir.

## Actividad en América
En 1841 arribó a Montevideo como cirujano del buque Cephalide y el Consejo de Higiene Pública, vigente desde 1830, le reconoció como profesor. Cuando dos años después se produjo el Sitio de Montevideo, en la denominada Guerra Grande de la República Oriental del Uruguay por el ejército al mando del general Manuel Oribe, se incorporó a la llamada Legión Francesa integrada por residentes de esa nacionalidad y fue nombrado segundo Cirujano del Hospital de la Legión Francesa e Italiana. En 1844 se trasladó a Buenos Aires, en cuya universidad revalidó sus títulos de profesor de Medicina y Cirugía y a continuación viajó a la provincia de San Juan donde trabó amistad con su colega Guillermo Rawson. En febrero del año siguiente viajó a San Miguel de Tucumán llevando cartas de recomendación para el gobernador Celedonio Gutiérrez y se radicó en esa ciudad como uno de los pocos que ejercía medicina contando con título habilitante. A lo largo de su vida Bruland mantuvo correspondencia con sus colegas de Europa para mantener actualizados sus conocimientos médicos.
Fue conocido como un médico caritativo con los pobres y como un cirujano encargado de muy difíciles intervenciones, entre las cuales hay registro de la realización en 1849 de  llamada operación de Dupuytren para crear un ano artificial en su paciente Manuel Anabia, una intervención muy difícil que 40 años después todavía no se había repetido en el país. Entre 1850 y 1851 escribió estudios sobre el diagnóstico diferencial de la fiebre tifoidea con las fiebres subcontinuas o remitentes palúdicas. En 1851 Bruland, de reconocida posición antirrosista, fue advertido por  el caudillo de Santiago del Estero Manuel Taboada que su vida corría peligro y debía abandonar el país, por lo que emigró a Bolivia permaneciendo hasta enero de 1852 en que fue forzado a regresar. Mientras viajaba por la provincia de Jujuy con intención de permanecer oculto, supo que Rosas había sido derrocado en la batalla de Caseros por lo que apuró su regreso a Tucumán, donde restableció en forma definitiva su residencia, continuando el ejercicio de la medicina en tanto cumplía también la función de Agente Consular de Francia en la provincia. De esa época datan artículos periodísticos literarios que escribiera que fueron recopilados por sus familiares después de su fallecimiento y publicados junto con cartas, notas necrológicas, etc.
En 1856 viajó a Francia con intención de radicarse en su país natal pero a los quince días decidió regresar a la Argentina.
En 1863 al crearse en Tucumán  el Tribunal de Medicina de esa provincia, fue nombrado para integrarlo. Ese mismo año pasó a vivir temporalmente a Santiago del Estero, donde alterna el ejercicio de su profesión médica con la de periodista ya que trabaja como redactor en un periódico llamado El Picaflor junto al porteño Luis V. Varela, futuro integrante de la Corte Suprema de Justicia nacional. Vuelto en 1868  a Tucumán, algunas de sus actividades médicas que se conocen fueron la introducción en la provincia del uso del fórceps, la propuesta de un tratamiento original para extirpar el bocio, el uso del nitrato de plata en oftalmología y el ensayo del yoduro de potasio en el tratamiento de la sífilis. En 1877 propuso la fundación de una Casa de Sanidad y un hotel en la Puerta de San Javier, un lugar destacable por la pureza del aire y la belleza del paisaje, con la idea de tratar enfermos de tuberculosis además de atraer al turismo en general aprovechando la llegada del ferrocarril que se estaba proyectando. Durante el resto de su vida bregó por estos proyectos y realizó gestiones ante personalidades que incluyeron a Guillermo Rawson y al presidente Marco Avellaneda pero no los vio realizados.
Ese mismo año viajó por segunda y última vez a Europa y allí se encuentra con Rawson y con Juan Bautista Alberdi, al que trata de convencer para que regrese al país. En 1880 publicó en el diario tucumano El Constitucional una serie de artículos sobre el estado sanitario de la provincia, los hábitos de alimentación e higiene y las medidas de profilaxis respecto de las enfermedades más comunes, acompañados de consejos para la población. 
En 1882 fue nombrado Jefe de la Oficina de vacuna de la provincia de Tucumán y dos años después lo designaron médico auxiliar del Consejo Nacional de Higiene. Continuó con sus artículos periodísticos y fue así que en diciembre de 1884 publicó uno en el diario local El Orden sobre las medidas a tomar por un brote de viruela y el 27 de enero de 1885 otro sobre La colonia francesa. Sus fundadores. A raíz de una epidemia de cólera en la que murió una sexta parte de la población de Tucumán, solicita y obtiene que el gobernador Juan Posse nombre un Cuerpo de Asistencia Pública integrado por médicos, que preside Bruland, quien presentó minuciosos informes sobre el desarrollo y propagación de esa enfermedad, errores cometidos al combatirla y medidas que deberían adoptarse en el futuro.
Uno de los reconocimientos que recibió en 1888 en ocasión de cumplir 50 años de profesión fue la condecoración de caballero de la Legión de honor otorgada por el gobierno francés. Con su salud deteriorada, renunció al cargo de cónsul el 15 de octubre de 1893 y, dos días antes, fue nombrado miembro honorario de la Sociedad Francesa de Higiene. El 9 de octubre del año siguiente, cuando ya estaba sordo y casi había perdido la vista, la legislatura de Tucumán aprobó una ley otorgándole una pensión de 400 pesos mensuales como reconocimiento de sus servicios. 
Falleció en San Miguel de Tucumán el 25 de enero de 1895 y las notas necrológicas publicadas en varios periódicos dieron cuenta de la admiración que había suscitado su vida.